# California Surf
Il California Surf è stato un club calcistico statunitense con sede ad Anaheim, in California. Ha militato nella North American Soccer League dal 1978 al 1981.

## Storia
Nel 1978 i St. Louis Stars vennero ricollocati ad Anaheim, in California, non distante da Los Angeles, e presero il nome di California Surf. Il Surf disputò i campionati dal 1978 al 1981, comprese le stagioni indoor. Sebbene quasi sempre qualificata ai playoff, tuttavia, non riuscì mai andare oltre il primo turno di spareggio o gli ottavi di finale. Alla fine della stagione 1981, visti gli scarsi risultati di pubblico, la franchigia decise lo scioglimento definitivo.
Tra i giocatori di rilievo che militarono in tale fase del club, spicca il campione del mondo, capitano della nazionale brasiliana Carlos Alberto.

## Allenatori
- 1978-1979:  John Sewell
- 1979-1981:  Peter Wall
- 1981:  Laurie Calloway